# Songs
Songs es el segundo álbum de estudio de Regina Spektor, grabado de principio a fin en un solo día el 25 de diciembre de 2001 y publicado el 15 de febrero de 2002. Al igual que con su predecesor, 11:11, fue autopublicado sin la intervención de ninguna discográfica y distribuido solamente en sus shows en vivo.
Las canciones «Odeipus», «Prisioners,» «Consequence of Sounds», «Daniel Cowman» y «Lacrimosa», forman parte del álbum compilatorio Mary Ann Meets the Gravediggers and Other Short Stories. Además, la canción «Samson» tiene una versión distinta en su cuarto álbum Begin to Hope, al igual que «Ne Me Quitte Pas», que fue remasterizada e incluida con el nombre de «Don't Leave Me (Ne Me Quitte Pas)» en el sexto álbum de estudio de Spektor, What We Saw from the Cheap Seats, de 2012.

## Canciones
| N.º | Título                     | Duración |  |
| 1.  | «Samson»                   | 3:54     |  |
| 2.  | «Oedipus»                  | 4:50     |  |
| 3.  | «Prisoners»                | 3:03     |  |
| 4.  | «Reading Time with Pickle» | 5:33     |  |
| 5.  | «Consequence of Sounds»    | 5:09     |  |
| 6.  | «Daniel Cowman»            | 4:51     |  |
| 7.  | «Bon Idée»                 | 4:10     |  |
| 8.  | «Aching to Pupate»         | 2:13     |  |
| 9.  | «Lounge»                   | 3:34     |  |
| 10. | «Lacrimosa»                | 5:14     |  |
| 11. | «Lulliby»                  | 2:27     |  |
| 12. | «Ne Me Quitte Pas»         | 4:38     |  |